# Arcuphantes tamaensis
Arcuphantes tamaensis là một loài nhện trong họ Linyphiidae.
Loài này thuộc chi Arcuphantes. Arcuphantes tamaensis được Ryoji Oi miêu tả năm 1960.